# Global Records
Global Records (pol. Globalna Wytwórnia) – rumuńska wytwórnia muzyczna z siedzibą w Bukareszcie. Jest oficjalnym członkiem polskiego Związku Producentów Audio-Video.

## Historia
Wytwórnia została założona w 2008 roku przez Ștefan Lucian Gîtiță. Pierwszym singlem wydanym przez Global Records był „Hot” od Inny. Po jej sukcesie Gîtiță stworzył również przedsiębiorstwa Global Talent United (w skrócie: GTU, dawniej: Global Influencers, pierwsza agencja influencerów w Rumunii) oraz Global Booking (agencja współpracująca z artystami).
W 2017 roku wartość Global Records została wyceniona na ponad 5 milionów euro (około 20 mln złotych).
Utwory wydane w 2018 poprzez Global Records uzyskały 642 miliony wyświetleń w serwisie YouTube, a 20 z singli dostało się do Top 10 Media Forest (jedej z dwóch oficjalnych list przebojów Rumunii). Na słuchanie utworów Global Records przeznaczono wówczas 34,8 miliona godzin. Również w 2018 roku wytwórnia opublikowała ponad 120 wydawnictw muzycznych.
W 2020 i 2021 roku w państwach Europy popularne stały się inne trzy wokalistki wytwórni: Olivia Addams (jej utwór „Stranger” został singlem numer jeden w Polsce), Roxen (reprezentantka Rumunii w 65. Konkursie Piosenki Eurowizji) oraz Minelli (jej singel „Rampampam” został numerem jeden w Wspólnocie Niepodległych Państw).
Od tego okresu przedsiębiorstwo skupiło ponda 20 artystów (głównie z Rumunii oraz Mołdawii), w tym m.in.: Olivia Addams, Roxen czy Inna. Wydawnictwo posiada polski oddział: Global Records Polska.

## Artyści

### Obecni artyści[10]
- Alexia
- Alina Eremia(inne języki)
- AMI
- Antonia
- Bogdan Medvedi
- Carla's Dreams
- Cezar Guna
- Diana Brescan
- Diana V(inne języki)
- DJ Project
- Emaa
- Golani
- Gran Error
- Holy Molly
- Inna
- Irina Rimes(inne języki)
- Iuliana Beregoi
- Killa Fonic(inne języki)
- Mark Stam(inne języki)
- Minelli
- Olivia Addams
- Pax
- Emil Rengle(inne języki)
- Roxen
- Sickotoy(inne języki)
- The Motans(inne języki)
- Vescan
- Wrs
- 5Gang

### Dawni artyści
- Alexandra Stan[12]
- Delia(inne języki)[13]

## Nagrody i nominacje
| Rok  | Konkurs       | Kategoria                                      | Rezultat   |
| ---- | ------------- | ---------------------------------------------- | ---------- |
| 2017 | Creating Hits | Top Label 2017 (pol. Najlepsza wytwórnia 2017) | 2. miejsce |
| 2018 | Creating Hits | Top Label 2018 (pol. Najlepsza wytwórnia 2018) | Wygrana    |
| 2019 | Creating Hits | Top Label 2019 (pol. Najlepsza wytwórnia 2019) | Wygrana    |
| 2020 | Creating Hits | Top Label 2020 (pol. Najlepsza wytwórnia 2020) | Wygrana    |